# Ingrid Schmidt
Ingrid Schmidt (Rudolstadt, 3 marzo 1945 – Zimmern ob Rottweil, 6 agosto 2023) è stata una nuotatrice tedesca orientale.

## Carriera
Fortemente specializzata nel dorso, all'apice della propria carriera ha raggiunto il terzo gradino del podio alle Olimpiadi di Roma 1960 nella staffetta 4 × 100 m misti.

## Palmarès
- Giochi olimpici estivi

Roma 1960: bronzo nella 4 × 100 m misti.
- Europei

Lipsia 1962: oro nella 4 × 100 m misti.